# متلازمة سرطاوية
متلازمة السرطاوية هي متلازمة الأباعد الورمية تشتمل على العلامات والأعراض التي تحدث ثانويًا للأورام السرطانية. تتضمن المتلازمة احمرارًا وإسهالًا ، والأقل حدوثا قصور القلب والقيء وتضيق الشعب الهوائية.  وينتج عن الإفراز الداخلي للسيروتونين والكاليكرين بشكل رئيسي.

## العلامات والأعراض

أعراض متلازمة السرطاوية.

تحدث متلازمة السرطاوية لحوالي 5% من الأورام السرطانية وتصبح واضحة عندما تدخل المواد النشطة للأوعية من الأورام الدورة الدموية الجهازية هربًا من التدهور الكبدي. إذا كان الورم الأساسي من الجهاز الهضمي (ولذلك إطلاق السيروتونين في الجهاز البوابي الكبدي)، فإن متلازمة السرطاوية بشكل عام لا تحدث حتى يتقدم المرض بحيث تطغى على قدرة الكبد على استقلاب السيروتونين صادر منه [بحاجة لمصدر].  
- إحمرار : إن معظم النتائج السريرية المهم هي احمرار في الجلد، وعادة في الرأس والجزء العلوي من الصدر.
- الإسهال: عندما يكون الإسهال شديدًا ومتفجرًا، فقد يؤدي إلى اضطراب الكهارل والجفاف.
- آلام البطن: بسبب رد فعل التنسج ليفي في المساريق أو النقائل الكبدية.   [ بحاجة لمصدر ]
- تضيق قصبي، والذي قد تكون الهستامين، ويؤثر على عدد أقل من المرضى، وغالبا ما يصاحب بالاحمرار.[ بحاجة لمصدر ]
- استفراغ و غثيان   [ بحاجة لمصدر ]